# بازار مساح (بندر لنگه)
بازار مسّاء بازاری تاریخی واقع در بخش مرکزی شهرستان بندر لنگه و از نقاط دیدنی استان هرمزگان در جنوب ایران است.
«بازار مسّاء» در وسط شهر بندرلنگه واقع شده‌است. حدود سال ساخت این بازار به سال های 1220 الی 1240 هجری شمسی باز می گردد. علت معروف شدن و نامگذاری این بازار  ساخته شدن توسط نقشه کش های ساختمانی آن زمان و یا ساخته شدن از روی نقشه بوده است. درس مسّاحی برای اولین بار در دارالفنون تهران توسط "آگوست کرشیش" آموزش داده شد و اولین کتب مسّاحی در ایران تالیف شد. به این ترتیب شغل مسّاحی و نقشه کشی از آن زمان در ایران ترویج یافت که بازار مساح بنذرلنگه را می توان از اولین نتایج آن برشمرد. نام مسّاح در کتاب "مغاص اللئالی و منار اللیالی" تالیف سدید السلطنه کتابی بندرعباسی که مدت ها زمام دار حکومت در بندرلنگه بوده است آمده. نسخه دست نویس این کتاب در کتابخانه آیت الله مرعشی نگهداری می شود و به عُنوان مرجع معتبر در بین نویسندگان و محققان مورد استفاده قرار می گیرد. به جهت اهمیت کتاب فوق در تاریخ سواحل خلیج فارس،این کتاب توسط احمد اقتداری محقق ارزنده کشور مورد تصحیح قرار گرفت. در تالیف احمد اقتداری تشدید از روی کلمه مسّاح برداشته شد و بازار و محله مساح بندرلنگه ذکر شده اند. مساح بدون تشدید دارای مفهوم ساخته شده بر اساس نقشه می باشد. بازار مساح، بازاری تاریخی و از اولین بازار های مدرن کشور است. در این بازار انواع لوازم خانگی، پخت و پز، و انواع دکان‌های: خرازی، بزازی، عطاری، قنادی، و نانوایی وجود دارد. بازاری است پرجنب وجوش و پر رونق. 
در سال ۱۳۴۶ خورشیدی هنگامی که امیرعباس هویدا نخست‌وزیر وقت ایران به بندر لنگه رفته بود، از «بازار مساح» بازدید نمود، بازار مذکور مورد پسند و توجه آنان قرار گرفته بود. این بازار یکی از بزرگترین بازار های موجود در غرب هرمزگان است و بسیاری از معاملات در آن انجام می شود.